# Teemu Suninen
Teemu Suninen (Jokela, Finlandia; 1 de febrero de 1994) es un piloto de rally finlandés que compite en el Campeonato del Mundo de Rally con un Hyundai i20 N Rally2.

## Trayectoria
Suninen ganó en Rally de Finlandia 2014 y el Rally Italia Sardegna 2015 del WRC-3 conduciendo un Citroën DS3 R3T, y ganó el Rally GB de Gales 2015 en el WRC-2  conduciendo un Škoda Fabia S2000.
En 2017 fue contratado por el M-Sport WRT para participar en el Campeonato Mundial de WRC-2 con el Ford Fiesta R5. Dados los buenos resultados obtenidos en la primera parte de la temporada, en junio de 2017 condujo por primera vez un world rally car en el Rally de Polonia, conduciendo uno de los Ford Fiesta WRC oficiales y terminando en el sexto lugar; en la siguiente cita, en el Rally de Finlandia, alcanzó la cuarta plaza, terminando a poco menos de 30 segundos del podio. Después de usar el world rally car, volvió a usar el Ford Fiesta R5, en tres pruebas, obteniendo la victoria en el Rally Cataluña en la categoría WRC-2.
En 2018, Suninen fue ascendido dentro de la estructura de Malcolm Wilson, fue elegido como el tercer piloto oficial del M-Sport Ford WRT. En un principio, Suninen iba a pilotar en ocho pruebas con el equipo pero sus buenos resultados y su podio en el Rally de Portugal convencieron al equipo de darle más rodaje y pilotar un total de once pruebas en la temporada. En las únicas dos pruebas en las cuales no corrió con el world rally car fueron en la apertura de la temporada en Montecarlo (en esta ronda Suninen corrió en WRC-2 con el Ford Fiesta R5) y en la cuarta ronda en Córcega en donde piloto el Ford Fiesta WRC el francés Bryan Bouffier.
En 2021 debido a la falta de presupuesto del M-Sport Ford WRT, Suninen competirá a tiempo parcial esta temporada, compartirá su automóvil con el joven francés Adrien Fourmaux. Además de pilotar parcialmente para el M-Sport, Suninen se encargará esta temporada de desarrollar el Ford Fiesta Rally1 de 2022.
El 27 de agosto, Suninen y sus representantes decidieron rescindir el contrato que los unía al M-Sport Ford WRT de forma inmediata y de mutuo acuerdo. Las razones de esta decisión se deben a que el equipo dejó afuera a Suninen del proyecto de 2022 y le ofreció pilotar las cuatro pruebas restantes del campeonato en el WRC-2.
Después de su desvinculación del M-Sport Ford WRT, Suninen anunció su participación en su prueba de casa, el Rally de Finlandia en un Volkswagen Polo GTI R5 del Movisport SRL. El 13 de septiembre, Hyundai Motorsport anunció la incorporación de Suninen en su estructura. Suninen debutó con la marca surcoreana en el Rally de Cataluña pilotando el nuevo Hyundai i20 N Rally2 en la categoría de plata del mundial, WRC-2.

## Victorias

### Victorias en el WRC-2
| # | Rally                                   | Temp. | Copiloto       | Auto              |
| - | --------------------------------------- | ----- | -------------- | ----------------- |
| 1 | 71st Wales Rally GB                     | 2015  | Mikko Markkula | Škoda Fabia S2000 |
| 2 | 13º Rally Guanajuato México             | 2016  | Mikko Markkula | Škoda Fabia R5    |
| 3 | 13º Rally d'Italia Sardegna             | 2016  | Mikko Markkula | Škoda Fabia R5    |
| 4 | 73. PZM Rajd Polski                     | 2016  | Mikko Markkula | Škoda Fabia R5    |
| 5 | 53. RallyRACC Catalunya - Costa Daurada | 2017  | Mikko Markkula | Ford Fiesta R5    |
| 6 | 70th Secto Rally Finland                | 2021  | Mikko Markkula | VW Polo GTI R5    |

### Victorias en el WRC-3
| # | Rally                       | Temp. | Copiloto              | Auto            |
| - | --------------------------- | ----- | --------------------- | --------------- |
| 1 | 64. Neste Oil Rally Finland | 2014  | Juha-Pekka Jauhiainen | Citroën DS3 R3T |
| 2 | 12º Rally d'Italia Sardegna | 2015  | Mikko Markkula        | Citroën DS3 R3T |

### Victorias en el ERX
| # | Rally              | Temp. | Categoría | Auto         |
| - | ------------------ | ----- | --------- | ------------ |
| 1 | Euro RX of Germany | 2012  | Super1600 | Renault Clio |

## Resultados

### Campeonato Mundial de Rally
| Año  | Equipo                  | Coche                 | 1       | 2      | 3       | 4       | 5       | 6       | 7       | 8       | 9       | 10     | 11      | 12      | 13      | 14    | Pos. | Puntos |
| ---- | ----------------------- | --------------------- | ------- | ------ | ------- | ------- | ------- | ------- | ------- | ------- | ------- | ------ | ------- | ------- | ------- | ----- | ---- | ------ |
| 2014 | AKK Sports Team Finland | Citroën DS3 R3T       | MON     | SWE    | MEX     | POR     | ARG     | ITA     | POL     | FIN 17  | GER     | AUS    | FRA     | ESP     | GBR     |       | NC   | 0      |
| 2015 | Team Oreca              | Citroën DS3 R3T       | MON     | SWE    | MEX     | ARG     | POR Ret | ITA 34  |         | FIN 54  |         |        |         |         |         |       | NC   | 0      |
| 2015 | TGS Worldwide           | Škoda Fabia S2000     |         |        |         |         |         |         | POL 19  |         |         |        |         |         | GBR 11  |       | NC   | 0      |
| 2015 | Team Oreca              | Ford Fiesta R5        |         |        |         |         |         |         |         |         | GER 19  | AUS    | FRA 18  | ESP 37  |         |       | NC   | 0      |
| 2016 | Team Oreca              | Škoda Fabia R5        | MON 12  | SWE 10 |         | ARG     | POR 46  | ITA 8   | POL 11  | FIN 10  | GER 56  | CHN C  | FRA 15  | ESP 28  | GBR 14  | AUS   | 18.º | 8      |
| 2016 | TGS Worldwide           | Škoda Fabia R5        |         |        | MEX 9   |         |         |         |         |         |         |        |         |         |         |       | 18.º | 8      |
| 2017 | M-Sport                 | Ford Fiesta R5        | MON     | SWE 10 | MEX     | FRA 8   | ARG     | POR 12  | ITA     |         |         | GER 16 | ESP 8   | GBR 31  | AUS     |       | 14.º | 29     |
| 2017 | M-Sport                 | Ford Fiesta WRC       |         |        |         |         |         |         |         | POL 6   | FIN 4   |        |         |         |         |       | 14.º | 29     |
| 2018 | M-Sport Ford WRT        | Ford Fiesta R5        | MON 18  |        |         |         |         |         |         |         |         |        |         |         |         |       | 11.º | 54     |
| 2018 | M-Sport Ford WRT        | Ford Fiesta WRC       |         | SWE 8  | MEX 12  | FRA     | ARG 9   | POR 3   | ITA 10  | FIN 6   | GER 5   | TUR 4  | GBR Ret | ESP 11  | AUS Ret |       | 11.º | 54     |
| 2019 | M-Sport Ford WRT        | Ford Fiesta WRC       | MON 11  | SWE 23 | MEX Ret | FRA 5   | ARG 7   | CHL 5   | POR 4   | ITA 2   | FIN 8   | GER 29 | TUR 4   | GBR Ret | ESP 7   | AUS C | 9.º  | 89     |
| 2020 | M-Sport Ford WRT        | Ford Fiesta WRC       | MON 8   | SWE 8  | MEX 3   | EST 6   | TUR Ret | ITA 5   | MNZ Ret |         |         |        |         |         |         |       | 7.º  | 44     |
| 2021 | M-Sport Ford WRT        | Ford Fiesta WRC       | MON Ret | ART 8  |         |         | ITA 31  |         | EST 6   |         |         |        |         |         |         |       | 11.º | 29     |
| 2021 | M-Sport Ford WRT        | Ford Fiesta Rally2    |         |        | CRO 10  | POR 8   |         | SAF WD  |         | BEL Ret | GRE WD  |        |         |         |         |       | 11.º | 29     |
| 2021 | Movisport SRL           | VW Polo GTI R5        |         |        |         |         |         |         |         |         |         | FIN 8  |         |         |         |       | 11.º | 29     |
| 2021 | Hyundai Motorsport N    | Hyundai i20 N Rally2  |         |        |         |         |         |         |         |         |         |        | ESP 11  |         |         |       | 11.º | 29     |
| 2021 | Hyundai Shell Mobis WRT | Hyundai i20 Coupe WRC |         |        |         |         |         |         |         |         |         |        |         | MNZ 6   |         |       | 11.º | 29     |
| 2022 | Hyundai Motorsport N    | Hyundai i20 N Rally2  | MON     | SWE    | CRO     | POR Ret | ITA 38  | SAF     | EST 9   | FIN DSQ | BEL     | GRE 17 | NZL     | ESP 11  | JPN 8   |       | 20.º | 9      |
| 2023 | Hyundai Motorsport N    | Hyundai i20 N Rally2  | MON     | SWE 15 | MEX     | CRO     | POR 10  | ITA 6   | SAF     |         |         |        |         |         |         |       | 9.º  | 42     |
| 2023 | Hyundai Shell Mobis WRT | Hyundai i20 N Rally1  |         |        |         |         |         |         |         | EST 5   | FIN 4   | GRE    | CHL Ret | EUR 6   | JPN     |       | 9.º  | 42     |
| 2024 | Teemu Suninen           | Hyundai i20 N Rally2  | MON     | SWE    | SAF     | CRO     | POR Ret | ITA Ret | POL 19  | LAT 32  | FIN Ret | GRE    | CHL     | EUR     | JPN     |       | NC   | 0      |

### WRC-2
| Año  | Equipo               | Coche                | 1     | 2     | 3     | 4       | 5       | 6       | 7      | 8       | 9       | 10     | 11    | 12     | 13    | 14  | Pos. | Puntos |
| ---- | -------------------- | -------------------- | ----- | ----- | ----- | ------- | ------- | ------- | ------ | ------- | ------- | ------ | ----- | ------ | ----- | --- | ---- | ------ |
| 2015 | TGS Worldwide        | Škoda Fabia S2000    | MON   | SWE   | MEX   | ARG     | POR     | ITA     | POL 6  | FIN     |         |        |       |        | GBR 1 |     | 10.º | 51     |
| 2015 | Team Oreca           | Ford Fiesta R5       |       |       |       |         |         |         |        |         | GER 6   | AUS    | FRA 5 | ESP 13 |       |     | 10.º | 51     |
| 2016 | TGS Worldwide        | Škoda Fabia R5       | MON   | SWE   | MEX 1 | ARG     |         |         |        |         |         |        |       |        |       |     | 3.º  | 120    |
| 2016 | Team Oreca           | Škoda Fabia R5       |       |       |       |         | POR 16  | ITA 1   | POL 1  | FIN 2   | GER     | CHN C  | FRA   | ESP 4  | GBR 3 | AUS | 3.º  | 120    |
| 2017 | M-Sport              | Ford Fiesta R5       | MON   | SWE 2 | MEX   | FRA 2   | ARG     | POR 2   | ITA    | POL     | FIN     | GER 7  | ESP 1 | GBR 13 | AUS   |     | 3.º  | 85     |
| 2018 | M-Sport Ford         | Ford Fiesta R5       | MON 3 | SWE   | MEX   | FRA     | ARG     | POR     | ITA    | FIN     | GER     | TUR    | GBR   | ESP    | AUS   |     | 16.º | 15     |
| 2021 | M-Sport Ford WRT     | Ford Fiesta Rally2   | MON   | ART   | CRO 2 | POR 2   | ITA     | SAF WD  | EST    | BEL Ret | GRE WD  |        |       |        |       |     | 4º   | 93     |
| 2021 | Movisport SRL        | VW Polo GTI R5       |       |       |       |         |         |         |        |         |         | FIN 1  |       |        |       |     | 4º   | 93     |
| 2021 | Hyundai Motorsport N | Hyundai i20 N Rally2 |       |       |       |         |         |         |        |         |         |        | ESP 2 | MNZ    |       |     | 4º   | 93     |
| 2022 | Hyundai Motorsport N | Hyundai i20 N Rally2 | MON   | SWE   | CRO   | POR Ret | ITA 25  | SAF     | EST 2  | FIN DSQ | BEL     | GRE 10 | NZL   | ESP 1  | JPN 2 |     | 6.º  | 68     |
| 2023 | Hyundai Motorsport N | Hyundai i20 N Rally2 | MON   | SWE 6 | MEX   | CRO     | POR 5   | ITA 2   | SAF    | EST     | FIN     | GRE    | CHL   | EUR    | JPN   |     | 12.º | 36     |
| 2024 | Teemu Suninen        | Hyundai i20 N Rally2 | MON   | SWE   | SAF   | CRO     | POR Ret | ITA Ret | POL 11 | LAT 15  | FIN Ret | GRE    | CHL   | EUR    | JPN   |     | NC   | 0      |

### WRC 3
| Año  | Equipo                  | Coche           | 1   | 2   | 3   | 4   | 5       | 6     | 7   | 8      | 9   | 10  | 11  | 12  | 13  | Pos. | Puntos |
| ---- | ----------------------- | --------------- | --- | --- | --- | --- | ------- | ----- | --- | ------ | --- | --- | --- | --- | --- | ---- | ------ |
| 2014 | AKK Sports Team Finland | Citroën DS3 R3T | MON | SWE | MEX | POR | ARG     | ITA   | POL | FIN 1  | DEU | AUS | FRA | ESP | GBR | 8.º  | 25     |
| 2015 | Team Oreca              | Citroën DS3 R3T | MON | SWE | MEX | ARG | POR Ret | ITA 1 | POL | FIN 11 | DEU | AUS | FRA | ESP | GBR | 9.º  | 25     |

### Campeonato de Europa de Rallycross

#### Super1600
| Año  | Equipo        | Coche        | 1   | 2   | 3   | 4   | 5   | 6   | 7     | 8     | 9     | 10    | Pos. | Puntos |
| ---- | ------------- | ------------ | --- | --- | --- | --- | --- | --- | ----- | ----- | ----- | ----- | ---- | ------ |
| 2012 | SET Promotion | Renault Clio | GBR | FRA | AUT | HUN | NOR | SWE | BEL 6 | NED 5 | FIN 2 | GER 1 | 8.º  | 60     |

#### JRX Cup
| Año  | Equipo        | Coche            | 1     | 2   | 3   | 4   | 5   | Pos. | Puntos |
| ---- | ------------- | ---------------- | ----- | --- | --- | --- | --- | ---- | ------ |
| 2012 | SET Promotion | JRX Renault Clio | SWE 3 | BEL | NED | FIN | GER | 6.º  | 15     |